# خوليو سيزار رودريغيز
خوليو سيزار رودريغيز (بالإسبانية: Julio Cesar Rodríguez)‏ هو دراج كولومبي، ولد في 28 يونيو 1966.

## وصلات خارجية
- خوليو سيزار رودريغيز على موقع أوليمبيديا (الإنجليزية)